# Wolfgang von Schweinitz
Wolfgang von Schweinitz (né à Hambourg le 7 février 1953) est un compositeur allemand.

## Biographie
Schweinitz a étudié la composition à la Hochschule für Musik und Theater de Hambourg, de 1971 à 1973 avec Gernot Klussmann et de 1973 à 1975 avec György Ligeti. Il poursuit ses études à l'université Stanford avec John Chowning. Il a été pensionnaire de la Villa Massimo en 1978, en même temps que Sarah Kirsch. En 1980, il a enseigné aux Ferienkurse Darmstädter. Son opéra Patmos, basé sur l'Apocalypse de Saint-Jean a été créé en 1990 lors de la deuxième Biennale de Munich.
Schweinitz a été de 1994 à 1996 professeur de composition à la Hochschule für Musik Franz Liszt Weimar. En 2007, il succède à James Tenney au California Institute of the Arts.

## Récompenses
- 1986 : prix de musique Schneider-Schott
- 1992 : prix Paul Hindemith du Schleswig-Holstein Musik Festival

## Enregistrements
- Variationen über ein Thema von Mozart, Harmonia Mundi Allemagne
- Messe pour solistes, chœur et orchestre op. 21, WERGO